# Berghäuser-Radweg
Der Berghäuser-Radweg „B55“ ist ein zirka 40 Kilometer langer Radrundweg im südlichen Burgenland. Die Strecke führt durch ein waldreiches Gebiet mit einigen steilen Anstiegen sowie steilen Abfahrten.
Der Name kommt von dem Begriff Berghäuser, der im Südburgenland für über den Niederungen eines Ortes gelegenen Ortsteile steht.

## Sehenswertes entlang der Strecke
- Schloss Rotenturm
- Pfarrkirche Olbendorf